# Northlink Ferries
Northlink Ferries är ett brittiskt rederi som bildades 2006 och som kör bil- och passagerartfärjor. Rederiet representeras i Sverige av Ferry Center i Ystad

## Rutter
Northlink Ferries kör linjerna:
- Scrabster - Stromness, Orkney (90 minuter)
- Aberdeen - Lerwick, Shetland (12 timmar 30 minuter norrut; 12 timmar söderut). Vissa turer inkluderar ett stopp i  Kirkwall, Orkney, vilket ökar resans längd med två timmar.